# Мухаммад Зия Ул Хак
Мухаммад Зия Ул Хак е пакистански политик и военачалник (генерал), управлявал страната от юли 1977 до смъртта си през август 1988 г.

## Биография
Роден е в семейството на офицер от запаса, като 2-ро от 5 деца, в Джаландхар на 12 август 1924 г. Завършва колеж в Делхи, а след това и Кралската военна академия, става офицер от сухопътните сили. Взима участие във Втората световна война в състава на Британския експедиционен корпус в сражения срещу японците в Бирма, Малайзия и Индонезия.
След образуването на независим Пакистан през 1947 г. става майор от пакистанската армия. Преминава 2 специализации в Школата за висши командни офицери във Форт Левънуърт, Канзас, САЩ. Честите военни преврати в Пакистан през онези години са безценна политическа школовка за Зия Ул Хак, който бавно, но непрестанно се издига във военната йерархия.
През Индо-пакистанската война от 1965 г. е повишен в звание подполковник и командва танкова дивизия. Поражението във войната и загубата по-късно на Източен Пакистан (Бангладеш) предизвиква идването на власт на Зулфикар Али Бхуто. Зия Ул Хак веднага засвидетелства „верността си“ към новия премиер и започва стремглаво да се издига. Бхуто лично го издига през 1976 г. за началник-щаб на сухопътните войски за сметка на много висши генерали. Зия Ул Хак, под маската на „лоялната дясна ръка на премиера“, обикаля страната и подготвя почвата за бъдещия преврат, печелейки подкрепата на влиятелни личности.
Удобният момент настъпва на 5 юли 1977 г., когато Бхуто и неговите министри са арестувани по заповед на Зия. По онова време страната е в тежка вътрешна политическа криза. Формалният повод за ареста е убийството на бащата на опозиционния лидер и дисидент Ахмед Раза Касури, за което премиерът Бхуто е обвинен като възложител и вдъхновител.

## Президент
Зия Ул Хак започва курс на ислямизация на страната. Обявено е военно положение, Конституцията е отменена, въведени са много от законите на шериата. Поддържан от сунитската общност, Зия Ул Хак забранява лихвите в банките, започва публични екзекуции и наказания (например ампутиране на дясна ръка до китката за кражба), налага на жените носене на фередже на обществени места (включително и по телевизията).
През 1980-те години Зия Ул Хак възстановява и ядрената програма на Пакистан, под ръководството на д-р Абдул Кадир Хан, с когото е в много близки отношения.
По време на Съветско-афганнистанската война открито поддържа афганистанците, като въоръжава и обучава техните муджахидини, с помощта и на САЩ.

## Гибел
На 17 август 1988 г. Зия Ул Хак е в Бахавалпур, за да присъства на демонстрация на американския танк М-1 „Ейбрамс“. На връщане към Исламабад самолетът на президента губи височина и се разбива. Никой от 37-те пътуващи на борда, сред които и американският посланик в Пакистан, не оцелява.
При разследването са установени много съмнителни обстоятелства, които насочват към подозрение за терористичен акт. Пакистанските служби твърдят, че на борда е имало контейнер с упойващ газ, който е приспал пилотите и пътниците. В подкрепа на това твърдение е и фактът, че от самолета не е подаден никакъв сигнал за помощ или проблем на борда. Интересно е също, че 2,5 часа преди катастрофата в редакцията на местен вестник се обажда анонимен глас и пита дали е вярно, че самолетът на президента се е разбил.